# Chiara Malta
Pour les articles homonymes, voir Malta.
Chiara Malta, née en 1977 à Rome, est une réalisatrice, scénariste, actrice et directrice de la photo italienne.

## Filmographie
Sauf indication contraire, les informations mentionnées dans cette section peuvent être confirmées par les bases de données cinématographiques IMDb et Allociné,  présentes dans la section « Liens externes ».

### Réalisatrice

#### Courts métrages
- 2006 : L'Isle
- 2007 : L'été à Zedelbeek
- 2010 : J'attende une femme
- 2010 : L'Amour à trois
- 2012 : Les Yeux du renard - co-réalisé avec Sébastien Laudenbach
- 2015 : L'existence selon Gabriel
- 2018 : Histoire de Stefano
- 2020 : A comme Azur - co-réalisé avec Sébastien Laudenbach

#### Documentaires
- 2008 : Armando et la politique

#### Longs métrages
- 2019 : Simple Women
- 2023 : Linda veut du poulet ! - co-réalisé avec Sébastien Laudenbach

#### Séries télévisées
- 2021-22 : Un si grand soleil (38 épisodes)
- 2023 : Antonia

### Scénariste
- 2006 : L'Isle
- 2007 : L'été à Zedelbeek
- 2008 : Armando et la politique
- 2010 : J'attende une femme
- 2010 : L'Amour à trois
- 2015 : L'existence selon Gabriel
- 2018 : Histoire de Stefano
- 2019 : Simple Women
- 2023 : Linda veut du poulet !

### Directrice de la photographie
- 2006 : L'Isle
- 2008 : Armando et la politique
- 2010 : J'attende une femme

### Actrice
- 2006 : L'Isle
- 2008 : Armando et la politique
- 2014 : La Sapienza de Eugène Green

## Distinctions

### Récompense
- Festival international du film de Toronto 2019: Simple Women - film d'ouverture
- Festival international du film d'animation d'Annecy 2023 : Cristal du long métrage et Prix Fondation Gan à la diffusion pour Linda veut du poulet !
- Cesars 2024 : César du Meilleur film d'animation pour Linda veut du poulet !